# Hrvaćani (Kotor Varoš, BiH)
Hrvaćani su naseljeno mjesto u općini Kotor Varoš, Republika Srpska, Bosna i Hercegovina.

## Stanovništvo

### Popisi 1971. – 1991.
| Hrvaćani           |              |              |              |
| godina popisa      | 1991.        | 1981.        | 1971.        |
| Muslimani          | 480 (64,42%) | 400 (54,27%) | 330 (34,41%) |
| Srbi               | 265 (35,57%) | 316 (42,87%) | 445 (46,40%) |
| Hrvati             | 0            | 20 (2,71%)   | 176 (18,35%) |
| Jugoslaveni        | 0            | 1 (0,13%)    | 7 (0,72%)    |
| ostali i nepoznato | 0            | 0            | 1 (0,10%)    |
| ukupno             | 745          | 737          | 959          |

### Popis 2013.
| Hrvaćani           |              |
| godina popisa      | 2013.        |
| Bošnjaci           | 287 (73,97%) |
| Srbi               | 94 (24,23%)  |
| Hrvati             | 0            |
| ostali i nepoznato | 7 (1,80%)    |
| ukupno             | 113          |

## Povijest
Hrvaćani su u ratu u BiH doživjeli teška stradanja, a upravo je iskazom svjedoka o stradanjima mještana Hrvaćana i drugih muslimanskih sela u općini Kotor Varoš 1992. godine, otvoren dokazni postupak optužbe na suđenju Ratku Mladiću.